# Баскетболист года конференции Big East
Баскетболист года конференции Big East (англ. Big East Conference Men's Basketball Player of the Year) — это ежегодная баскетбольная награда, вручаемая по результатам голосования лучшему баскетболисту среди студентов конференции Big East, входящей в I дивизион NCAA. Голосование проводится среди главных тренеров команд, входящих в эту конференцию (в данный момент их десять), к тому же свои голоса тренеры подают после окончания регулярного чемпионата, но перед стартом плей-офф, то есть в начале марта, причём они не могут голосовать за своих собственных игроков. Награда была учреждена и впервые вручена Джону Дюрену из Джорджтаунского университета в сезоне 1979/80 годов.
В сезоне 2012/13 годов в конференции Big East произошёл раскол по линии футбола, в результате чего сразу семь команд конференции (Вилланова, Де Поль, Джорджтаун, Маркетт, Провиденс, Сетон-Холл и Сент-Джонс) не играли в чемпионате NCAA, а объединились с тремя другими командами (Батлер, Крейтон и Ксавьер) и сформировали новую конференцию Big East, а оставшиеся пять команд (Цинциннати, Коннектикут, Луисвилл, Ратгерс и Южная Флорида) были включены в новую конференцию под названием American Athletic.
Всего семь игроков: Крис Маллин, Патрик Юинг, Ричард Хэмилтон, Трой Мёрфи, Трой Белл, Крис Данн и Коллин Гиллеспи получали этот приз по несколько раз, причём лишь Маллин получал его трижды. Семь раз обладателями данной премии становились сразу по два игрока (1984, 1985, 1999, 2001, 2002, 2009 и 2015) и один раз — целых три (2021). Чаще других обладателями этого трофея становились баскетболисты Джорджтаунского университета и университета Вилланова (по 8 раз) и Коннектикутского университета (7 раз).

## Легенда
|           | Сообладатели награды |
| *         | Становились лауреатами Приза Джеймса Нейсмита (1969—) или Приза Джона Вудена (1977—), либо признавались баскетболистом года среди студентов по версии UPI (1955—1996), Helms Foundation (1905—1979) или NABC (1975—) |
| Игрок (X) | Количество титулов |

## Победители
| Сезон   | Игрок                  | Фото | Университет                 | Позиция                                     | Год обучения | Примечания |
| ------- | ---------------------- | ---- | --------------------------- | ------------------------------------------- | ------------ | ---------- |
| 1979/80 | Джон Дюрен             |      | Джорджтаунский университет  | Разыгрывающий защитник                      | Четвёртый    | [ 1 ]      |
| 1980/81 | Джон Бэгли             |      | Бостонский колледж          | Разыгрывающий защитник                      | Второй       | [ 2 ]      |
| 1981/82 | Дэн Калландрилло       |      | Университет Сетон-Холл      | Атакующий защитник                          | Четвёртый    | [ 3 ]      |
| 1982/83 | Крис Маллин            |      | Университет Сент-Джонс      | Лёгкий форвард / Атакующий защитник         | Второй       | [ 4 ]      |
| 1983/84 | Патрик Юинг            |      | Джорджтаунский университет  | Центровой                                   | Третий       | [ 1 ]      |
| 1983/84 | Крис Маллин (2)        |      | Университет Сент-Джонс      | Лёгкий форвард / Атакующий защитник         | Третий       | [ 4 ]      |
| 1984/85 | Патрик Юинг* (2)       |      | Джорджтаунский университет  | Центровой                                   | Четвёртый    | [ 1 ]      |
| 1984/85 | Крис Маллин* (3)       |      | Университет Сент-Джонс      | Лёгкий форвард / Атакующий защитник         | Четвёртый    | [ 4 ]      |
| 1985/86 | Уолтер Берри*          |      | Университет Сент-Джонс      | Тяжёлый форвард / Лёгкий форвард            | Четвёртый    | [ 4 ]      |
| 1986/87 | Реджи Уильямс          |      | Джорджтаунский университет  | Лёгкий форвард                              | Четвёртый    | [ 1 ]      |
| 1987/88 | Чарльз Дэниел Смит     |      | Питтсбургский университет   | Тяжёлый форвард / Лёгкий форвард            | Четвёртый    | [ 5 ]      |
| 1988/89 | Чарльз Эдвард Смит     |      | Джорджтаунский университет  | Разыгрывающий защитник                      | Четвёртый    | [ 1 ]      |
| 1989/90 | Деррик Коулман         |      | Сиракьюсский университет    | Тяжёлый форвард / Центровой                 | Четвёртый    | [ 6 ]      |
| 1990/91 | Билли Оуэнс            |      | Сиракьюсский университет    | Лёгкий форвард / Атакующий защитник         | Третий       | [ 7 ]      |
| 1991/92 | Алонзо Моурнинг        |      | Джорджтаунский университет  | Тяжёлый форвард / Центровой                 | Четвёртый    | [ 1 ]      |
| 1992/93 | Терри Дехер            |      | Университет Сетон-Холл      | Разыгрывающий защитник / Атакующий защитник | Четвёртый    | [ 3 ]      |
| 1993/94 | Донелл Маршалл         |      | Коннектикутский университет | Тяжёлый форвард / Лёгкий форвард            | Третий       | [ 8 ]      |
| 1994/95 | Керри Киттлс           |      | Университет Вилланова       | Атакующий защитник                          | Четвёртый    | [ 9 ]      |
| 1995/96 | Рэй Аллен*             |      | Коннектикутский университет | Атакующий защитник                          | Третий       | [ 8 ]      |
| 1996/97 | Пэт Гаррити            |      | Университет Нотр-Дам        | Тяжёлый форвард / Лёгкий форвард            | Третий       | [ 10 ]     |
| 1997/98 | Ричард Хэмилтон        |      | Коннектикутский университет | Атакующий защитник / Лёгкий форвард         | Второй       | [ 8 ]      |
| 1998/99 | Ричард Хэмилтон (2)    |      | Коннектикутский университет | Атакующий защитник / Лёгкий форвард         | Третий       | [ 8 ]      |
| 1998/99 | Тим Джеймс             |      | Университет Майами          | Лёгкий форвард                              | Четвёртый    | [ 11 ]     |
| 1999/00 | Трой Мёрфи             |      | Университет Нотр-Дам        | Тяжёлый форвард                             | Второй       | [ 10 ]     |
| 2000/01 | Трой Белл              |      | Бостонский колледж          | Разыгрывающий защитник                      | Второй       | [ 12 ]     |
| 2000/01 | Трой Мёрфи (2)         |      | Университет Нотр-Дам        | Тяжёлый форвард                             | Третий       | [ 10 ]     |
| 2001/02 | Кэрон Батлер           |      | Коннектикутский университет | Лёгкий форвард / Атакующий защитник         | Второй       | [ 13 ]     |
| 2001/02 | Брандин Найт           |      | Питтсбургский университет   | Разыгрывающий защитник                      | Третий       | [ 5 ]      |
| 2002/03 | Трой Белл (2)          |      | Бостонский колледж          | Разыгрывающий защитник                      | Четвёртый    | [ 12 ]     |
| 2003/04 | Эмека Окафор*          |      | Коннектикутский университет | Центровой / Тяжёлый форвард                 | Третий       | [ 14 ]     |
| 2004/05 | Хаким Уоррик           |      | Сиракьюсский университет    | Тяжёлый форвард                             | Четвёртый    | [ 15 ]     |
| 2005/06 | Рэнди Фой              |      | Университет Вилланова       | Атакующий защитник / Разыгрывающий защитник | Четвёртый    | [ 16 ]     |
| 2006/07 | Джефф Грин             |      | Джорджтаунский университет  | Тяжёлый форвард / Лёгкий форвард            | Третий       | [ 1 ]      |
| 2007/08 | Люк Харангоди          |      | Университет Нотр-Дам        | Тяжёлый форвард                             | Второй       | [ 10 ]     |
| 2008/09 | Деджуан Блэр           |      | Питтсбургский университет   | Тяжёлый форвард                             | Второй       | [ 5 ]      |
| 2008/09 | Хашим Табит            |      | Коннектикутский университет | Центровой                                   | Третий       | [ 8 ]      |
| 2009/10 | Уэсли Джонсон          |      | Сиракьюсский университет    | Лёгкий форвард / Атакующий защитник         | Третий       | [ 17 ]     |
| 2010/11 | Бен Хэнсбро            |      | Университет Нотр-Дам        | Разыгрывающий защитник / Атакующий защитник | Четвёртый    | [ 18 ]     |
| 2011/12 | Джей Краудер           |      | Университет Маркетта        | Лёгкий форвард                              | Четвёртый    | [ 19 ]     |
| 2012/13 | Отто Портер            |      | Джорджтаунский университет  | Лёгкий форвард                              | Второй       | [ 20 ]     |
| 2013/14 | Дуг Макдермотт*        |      | Университет Крейтона        | Лёгкий форвард / Тяжёлый форвард            | Четвёртый    | [ 21 ]     |
| 2014/15 | Райан Арчидиаконоу     |      | Университет Вилланова       | Разыгрывающий защитник                      | Третий       | [ 22 ]     |
| 2014/15 | Крис Данн              |      | Колледж Провиденса          | Разыгрывающий защитник                      | Второй       | [ 22 ]     |
| 2015/16 | Крис Данн (2)          |      | Колледж Провиденса          | Разыгрывающий защитник                      | Третий       | [ 23 ]     |
| 2016/17 | Джош Харт              |      | Университет Вилланова       | Атакующий защитник                          | Четвёртый    | [ 24 ]     |
| 2017/18 | Джейлен Брансон*       |      | Университет Вилланова       | Разыгрывающий защитник                      | Третий       | [ 25 ]     |
| 2018/19 | Маркус Ховард          |      | Университет Маркетта        | Разыгрывающий защитник                      | Третий       | [ 26 ]     |
| 2019/20 | Майлз Пауэлл           |      | Университет Сетон-Холл      | Атакующий защитник                          | Четвёртый    | [ 27 ]     |
| 2020/21 | Коллин Гиллеспи        |      | Университет Вилланова       | Разыгрывающий защитник                      | Четвёртый    | [ 28 ]     |
| 2020/21 | Сандро Мамукелашвили   |      | Университет Сетон-Холл      | Тяжёлый форвард                             | Четвёртый    | [ 28 ]     |
| 2020/21 | Джеремайя Робинсон-Эрл |      | Университет Вилланова       | Тяжёлый форвард                             | Второй       | [ 28 ]     |
| 2021/22 | Коллин Гиллеспи        |      | Университет Вилланова       | Разыгрывающий защитник                      | Пятый        | [ 29 ]     |
| 2022/23 | Тайлер Колек           |      | Университет Маркетта        | Разыгрывающий защитник                      | Третий       | [ 30 ]     |
| 2023/24 | Девин Картер           |      | Колледж Провиденса          | Атакующий защитник                          | Третий       | [ 31 ]     |
| 2024/25 | Ар Джей Луис           |      | Университет Сент-Джонс      | Лёгкий форвард                              | Третий       | [ 32 ]     |